# Игиль-Али
Игиль-Али — город в Алжире, административный центр одноименного округа
вилайета Беджая. 
Расположен на севере страны в 80 км к юго-западу от центра вилайета г. Беджая.
Население по состоянию на 2008 год составляло 9 526 чел.

## Известные уроженцы
- Амруш, Жан Эль Мухув (1906—1962) — алжирский поэт, писатель, журналист.
- Уари, Малек (1916—2001) — алжирский писатель, переводчик, фольклорист.